# Florin Cioablă
Florin Alexandru Cioablă (sinh ngày 23 tháng 4 năm 1996) là một cầu thủ bóng đá người România thi đấu ở vị trí tiền đạo cho Concordia Chiajna.